# Simon and Garfunkel's Greatest Hits
Simon and Garfunkel's Greatest Hits é um álbum de Simon & Garfunkel.